# Furanokumaryny

Psoralen

Furanokumaryny – organiczne związki chemiczne pochodzenia naturalnego. Furanokumaryna jest pochodną kumaryny (benzo-α-pironu) skondensowaną z pierścieniem furanu w pozycjach C-6, C-7 (typ psoralenu) lub C-7, C-8 (typ angelicyny).

## Podział

### Typ psoralenu
- psoralen
- bergapten
- ksantotoksyna
- imperatoryna
- izopimpinelina
- marmezyna
- bergamotyna

### Typ angelicyny
- angelicyna
- pimpinelina

## Działanie
Furanokumaryny typu psoralenu – ksantotoksyna i bergapten z owoców aminka większego, bądź otrzymywane syntetycznie wykazują działanie fotouczulające, są stosowane w leczeniu łuszczycy oraz jako leki pobudzające repigmentację skóry w bielactwie. Psoralen nie jest stosowany ze względu na wysoką toksyczność. Formy linearne furanokumaryn (typ psoralenu) są silnymi fitofototoksynami w odróżnieniu od form angularnych (typ angelicyny) o niskiej toksyczności.

## Występowanie

### Typ psoralenu
- Psoralen – korzeń lubczyka (Levistici radix – Apiaceae)
- Bergapten – korzeń lubczyka (Levistici radix – Apiaceae), korzeń arcydzięgla (Archangelicae radix – Apiaceae), korzeń biedrzeńca (Pimpinellae radix – Apiaceae), owoc kminku (Carvi fructus – Apiaceae)
- Ksantoksyna – owoc aminka większego (Ammi majoris fructus – Apiaceae), korzeń arcydzięgla (Archangelicae radix – Apiaceae), korzeń biedrzeńca (Pimpinellae radix – Apiaceae), owoc kminku (Carvi fructus – Apiaceae)
- Imperatoryna – owoc aminka większego (Ammi majoris fructus – Apiaceae), owoc kminku (Carvi fructus – Apiaceae), korzeń arcydzięgla (Archangelicae radix – Apiaceae)
- Izopimpinelina – owoc aminka większego (Ammi majoris fructus – Apiaceae), korzeń biedrzeńca (Pimpinellae radix – Apiaceae)
- Marmezyna – owoc aminka większego (Ammi majoris fructus – Apiaceae)

### Typ angelicyny
- Angelicyna, pimpinelina, archangelicyna – korzeń arcydzięgla (Archangelicae radix – Apiaceae)
- Pimpinelina, izobergapten – korzeń biedrzeńca (Pimpinellae radix – Apiaceae)

## Podstawowe struktury

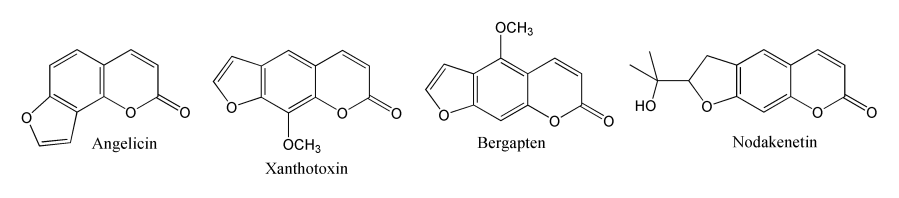
podstawowe struktury furanokumaryn